# 캄보디아 리엘
리엘(크메르어: រៀល, 영어: Cambodian riel, 기호 ៛)은 캄보디아의 통화이다. 캄보디아 리엘은 1953년과 1975년 5월 사이에 발행된 것과 1980년 4월 1일부터 발행된 것 두 종류가 있는데, 1975년과 1980년대에는 크메르 루주에 의한 사회간접시설 파괴로 화폐 발행 시스템이 아예 존재하지 않았다. 그러나 리엘은 대중적으로 받아들여지지 않으며 금이나 외국 화폐를 더 선호한다. 1993년 유엔이 캄보디아에서 평화 유지 활동을 하면서 다량의 미국 달러가 캄보디아 경제에 도입되어, 현재 광범위하게 통용되고 있다. 단, 리엘은 달러의 보조 단위처럼 되어 잔돈을 계산할 때 쓰이고 미국 동전은 통용되지 않는다.

## 1953~1975년에 발행된 리엘
1953년에 캄보디아 연구소 분점에서는 삐아스트레와 리엘 두가지 종류의 지폐를 발행했다. 동시에 다른 두 개의 분점인 베트남에서는 동을, 라오스에서는 킵을 발행했다. 리엘은 처음에는 10센트로 나뉘기도 했으나, 1959년 100센으로 바뀌었다. 처음 몇 년간은 리엘과 삐아스트레가 각각 통용되었다.

## 현재의 단위
최근 2001년과 2008년에 지폐가 소개되었다. 50 리엘, 100 리엘, 500 리엘, 1000 리엘, 2000 리엘, 5000 리엘, 1만 리엘, 2만 리엘, 5만 리엘이 그것으로 단위는 크지만, 실제로 얼마 되지 않는 단위이기 때문에 거스름돈이나 음료수와 같은 잔돈을 쓸 때에만 리엘을 쓰고, 대부분은 달러가 통용된다.

## 같이 보기
- 캄보디아의 경제